# Бугылы II
Бугылы II — поселение эпохи бронзы (14—11 вв.до н. э.), в 1,5 км к северу от поселения Бугылы I в Шетском районе Карагандинской области, на правом берегу реки Шопа (приток Шерубайнуры). В 1961—1963 годах исследовано Центрально—Казахстанской археологической экспедицией (рук. А. Маргулан). Обширный комплекс состоит из различных по типу и времени сооружении. Относится к эпохам поздней бронзы и ранних кочевников. Исследованы 12 объектов. Четырёхугольные каменные ограды, врытые вертикально в землю, ящики из гранитных плит, земляные насыпи округлой формы, обрамленные камнями. Найдены обломки керамики с орнаментом, каменных лемех и другие орудия труда, кости животных. Жители занимались скотоводством, земледелием, охотой, плавкой меди; изготовляли необходимые для быта изделия из шерсти, кожи, глины, кости.